# Klättervanga
Klättervanga (Hypositta corallirostris) är en fågel i familjen vangor inom ordningen tättingar.

## Utseende och läte
Hane av klättervanga är helblå, medan honan är grönblå på ryggen. Båda könen har korallröd näbb. Vanligaste lätet är en ljus, accelererande drill. 

## Utbredning och systematik
Klättervanga förekommer i skogar och högplatåer i fuktiga östra Madagaskar. Den placeras som enda art i släktet Hypositta och behandlas som monotypisk, det vill säga att den inte delas in i några underarter.

## Levnadssätt
Klättervangan hittas i regnskog på låg till medelhög höjd. Där ses den födosöka genom att klättra uppför trädstammar likt en trädkrypare eller en liten hackspett. Den ses vanligen i par, ofta som en del av artblandade kringvandrande flockar.

## Status
Arten har ett stort utbredningsområde och internationella naturvårdsunionen IUCN kategoriserar arten som livskraftig. Beståndsutvecklingen är dock oklar.